# Kessy Schott
Kerstin „Kessy“ Schott (* 1. Dezember 1980) ist eine deutsche Fußballspielerin und -trainerin.

## Fußball

### Im Verein
Schott spielte in der Jugend für den SV 08 Wildenau und den DFC Westsachsen Zwickau. Im Jahr 1997 verließ sie Zwickau und wechselte zum FC Erzgebirge Aue. Dort wurde sie zur Landesauswahlspielerin und spielte für die U-18, U-19 und U-20 des Sächsischen Fußball-Verbands (SFV). Im Sommer 2000 rückte sie in die erste Mannschaft von Erzgebirge Aue auf und spiele für den Verein bis zum Sommer 2004. Es folgte im Juni 2004 ein Wechsel zum 1. FC Nürnberg, wo sie aber nach einer Saison zum Stadtrivalen Post SV Nürnberg ging.
Die Abwehrspielerin kam 2008 vom Post SV Nürnberg zum TSV Crailsheim. Ihr erstes Bundesligaspiel bestritt sie am 7. September 2008 bei der 0:3-Niederlage gegen den SC Freiburg. Sie absolvierte 18 Bundesligaspiele für Crailsheim, bevor sie den Verein Richtung 1. FC Nürnberg verließ. Es folgte eine Spielzeit in Nürnberg, bevor sie in die Regionalliga Süd zum SV 67 Weinberg ging. Nach einem halben Jahr bei Weinberg, wo sie knapp den Aufstieg in die 2. Bundesliga Süd verpasste, wechselte sie zum SC Regensburg. Sie spielte für Regensburg in der Bayernliga bis zum April 2012 und kehrte dann zum Post SV Nürnberg zurück. Sie spielte bis zum April 2013 in der ersten Frauenmannschaft des Post SV, bevor sie ihre aktive Karriere beendete. Von April 2013 bis Herbst 2014 spielte sie für die Kleinfeldmannschaft des Post SV Nürnberg. Im Winter 2014 schloss sie sich dann dem FC Ezelsdorf an, wo sie am 30. Mai 2015 ihr Comeback in der Bezirksoberliga Mittelfranken bei einem 1:1 gegen TSV Frauenaurach gab.

### Als Trainerin
Seit dem März 2014 ist sie neben ihrer Spielerkarriere, Trainerin des Frauenteams des FC Ezelsdorf in der Kreisoberliga Mittelfranken.

## Persönliches
Von Beruf ist Schott Polizeibeamtin bei der Polizei Königsbrunn. Sie nahm als Leichtathletin des Polizeisportkuratorium an verschiedenen Deutschen Polizeimeisterschaften teil. Seit Mai 2017 ist sie mit ihrer eingetragenen Lebenspartnerin Mutter von Drillingen.

## Statistik
- 1. Bundesliga
  - Saison 2008/09, TSV Crailsheim (18 Spiele)
- DFB-Pokal
  - Saison 2008/09, TSV Crailsheim (1 Spiel)

Stand: 17. September 2008

## Erfolge
- Sächsische Pokalsiegerin 1998
- Vizemeisterin der Bayernliga 2008 mit dem Post SV Nürnberg
- Deutsche Polizei-Vizemeisterin 2004 und 2007